# Peter Taglianetti
Peter Anthony Taglianetti (* 15. August 1963 in Framingham, Massachusetts) ist ein ehemaliger US-amerikanischer Eishockeyspieler, der in seiner aktiven Zeit von 1981 bis 1996 unter anderem für die Winnipeg Jets, Minnesota North Stars, Pittsburgh Penguins und Tampa Bay Lightning in der National Hockey League gespielt hat.

## Karriere
Peter Taglianetti begann seine Karriere als Eishockeyspieler am Providence College, für dessen Eishockeymannschaft er von 1981 bis 1985 in der National Collegiate Athletic Association aktiv war. In diesem Zeitraum wurde er im NHL Entry Draft 1983 in der dritten Runde als insgesamt 43. Spieler von den Winnipeg Jets ausgewählt, für die er gegen Ende der Saison 1984/85 sein Debüt in der National Hockey League gab. Von 1985 bis 1990 kam der Verteidiger regelmäßig für die Jets in der NHL zum Einsatz, spielte parallel jedoch auch für deren Farmteams Sherbrooke Canadiens und Moncton Hawks in der American Hockey League. Die Saison 1990/91 begann er bei den Minnesota North Stars in der NHL, wurde jedoch bereits im Dezember 1990 zusammen mit Larry Murphy im Tausch gegen Chris Dahlquist und Jim Johnson an die Pittsburgh Penguins abgegeben. Mit den Penguins gewann er auf Anhieb den prestigeträchtigen Stanley Cup. Diesen Erfolg konnte er mit seiner Mannschaft in der Saison 1991/92 wiederholen.
Im Juni 1992 wurde Taglianetti von den Tampa Bay Lightning im NHL Expansion Draft ausgewählt. Bereits im März 1993 wurde er jedoch von Tampa Bay im Tausch gegen ein Drittrundenwahlrecht für den NHL Entry Draft 1993 zurück zu den Pittsburgh Penguins transferiert, bei denen er weitere zwei Jahre blieb. In seinem letzten Jahr in Pittsburgh spielte er parallel zudem in sieben Spielen für die Cleveland Lumberjacks aus der International Hockey League. Die Saison 1995/96 verbrachte der US-Amerikaner bei den Providence Bruins in der AHL, ehe er seine Karriere im Alter von 33 Jahren beendete.

## Erfolge und Auszeichnungen
- 1984 ECAC Hockey Second All-Star Team
- 1985 Hockey East First All-Star Team
- 1991 Stanley-Cup-Gewinn mit den Pittsburgh Penguins
- 1992 Stanley-Cup-Gewinn mit den Pittsburgh Penguins